# Макаров, Александр Сергеевич (политик)
Алекса́ндр Серге́евич Мака́ров (род. 4 января 1946, Славянская, Краснодарский край) — мэр города Томска в 1996—2006 годах. Депутат Думы Томской области (1994—2001), президент Ассоциации сибирских и дальневосточных городов (2000—2002).
В декабре 2006 года был арестован и отстранён от должности мэра. В марте 2009 года выиграл в Европейском суде по правам человека дело против России, в апреле того же года по решению Верховного суда России был выпущен под залог. В октябре 2010 года вновь арестован и через месяц приговорен к 12 годам колонии строгого режима. Это самый жёсткий приговор мэру российского города на тот момент. В октябре 2011 года приговор вступил в законную силу и Макаров был переведен из СИЗО в исправительную колонию № 4 г. Томска. В марте 2012 года был этапирован в исправительную колонию № 3 г. Иркутска. В июне 2016 года вышел на свободу по УДО.
Действительный член, академик Российской муниципальной академии, академик Международной академии информатизации. Почётный профессор ТГПУ. Заслуженный работник высшей школы Российской Федерации (2003). Кандидат в мастера спорта по боксу.

## Биография, карьера
Родился в станице Славянская (ныне город Славянск-на-Кубани) Краснодарского края в семье инженера-строителя. С 9 лет живёт в Томске. В 1963 году, после окончания школы, Макаров поступил на лечебный факультет Томского медицинского института, но в 1969 году был отчислен. По словам самого Макарова, он был отчислен за участие в антисоветской деятельности. В 1968 году, когда советские войска были введены в Чехословакию, несколько человек распространяли в городе листовки антисоветского содержания. После того как антисоветская деятельность группы была пресечена, троих участников признали шизофрениками, одну — клептоманкой, а самого Александра Макарова — наркоманом. Однако, в его официальной биографии было указано, что он закончил мединститут. После отчисления развелся с первой женой.
С 1969 работал хирургом в Курагинской районной больнице Красноярского края, затем лаборантом Томской психиатрической больницы.
С 1973 по 1988 год работал в Томской поисковой партии № 18.
В 1987 году окончил с отличием Томский государственный педагогический институт.
В 1988—1990 годах работал учителем биологии школы № 4 г. Томска.
С ноября 1990 по январь 1992 года был председателем исполкома Совета народных депутатов Советского района г. Томска, одновременно c мая 1990 по 1992 год занимал пост председателя районного совета.
C января 1992 по июль 1996 — глава администрации Советского района г. Томска. C января 1994 г. по должности главы района являлся заместителем мэра города.
С 8 июля 1996 года по 18 октября 2011 — мэр г. Томска (с 11 декабря 2006 и до вынесения приговора 15 ноября 2010 года был временно отстранён от занимаемой должности). На выборах мэра в июле 1996 года во втором туре победил действующего мэра Геннадия Коновалова. Затем дважды переизбирался на пост мэра.
С мая 2002 года до ареста в декабре 2006 года — вице-президент Ассоциации сибирских и дальневосточных городов. 
В 2005 году возглавил городской совет сторонников партии «Единая Россия», несмотря на то, что был известен своими симпатиями к СПС.
В июне 2006 года Макаров подал заявление о вступлении в «Единую Россию», через 4 месяца получил партийный билет. При подаче заявления мэр сообщил, что его членство в партии позволит городу получать дополнительные деньги из федерального и областного бюджета. В декабре того же года, между задержанием и арестом, исключён из партии. В марте 2010 года на митинге объединённой оппозиции признался в том, что его заставили вступить в партию власти.
В июне 2016 года, после освобождения из мест заключения, экс-мэр Томска заявил, что не собирается возвращаться к политической и общественной деятельности.

## Уголовные дела

### Следствие
Вечером 6 декабря 2006 года Макаров был задержан и помещён в изолятор временного содержания, а в его рабочем кабинете был произведён обыск. Уголовное дело было возбуждено прокуратурой Томской области против Макарова и его родственницы — директора ОАО «Томсктрансстрой» Нины Егоренковой (её сын Сергей Яковлев женат на дочери Макарова Алёне). Макаров обвинялся в злоупотреблении должностными полномочиями (ч.2 ст. 285) и соучастии в вымогательстве в целях получения имущества в особо крупном размере (ч.5 ст. 33, п. «б» ч.3 ст. 163 УК РФ). Егоренкова обвинялась в вымогательстве (п. «б» ч.3 ст. 163 УК РФ).
На следующий день Томское региональное отделение партии «Единая Россия», в которую Макаров вступил за два месяца до текущих событий, исключило его из своих рядов в связи с уголовным делом.
8 декабря Советский районный суд Томска арестовал мэра и его родственницу. Свой арест Макаров считал политическим заказом. Заказчиками своего ареста мэр назвал спикера Томской областной думы Бориса Мальцева (1994-2011) и депутата Госдумы России от Томской области Владимира Жидких (2003-2007), который вместе с другими депутатами Госдумы от партии власти вносил законопроект об отмене выборов мэров областных центров, ограничивающий полномочия органов местного самоуправления в пользу глав регионов.
11 декабря Советский районный суд временно отстранил Макарова от должности мэра Томска. После задержания Макарова его обязанности исполнял первый заместитель мэра Игорь Шатурный. С 27 июня 2007 исполнял обязанности мэра бывший председатель городской думы, утверждённый городскими депутатами по представлению Шатурного первый заместитель мэра Николай Николайчук. Инициатором этой кадровой перестановки был губернатор Виктор Кресс, назначивший Игоря Шатурного своим заместителем.

### Обвинения
12 декабря Александру Макарову были предъявлены официальные обвинения. По версии следствия, он якобы через свою родственницу Егоренкову вымогал деньги у двух владельцев строительной фирмы «На Обрубе» Павла Питерского и Владимира Дунафа. Мэр Томска свою вину не признал.
26 декабря прокуратура Томской области возбудила новые уголовные дела против Макарова. Одно из них связано с хранением наркотических веществ: правоохранительные органы утверждали, что в квартире Макарова и его супруги они нашли большое количество опия. По утверждению стороны защиты и сына Макарова, обыск в квартире мэра был проведен лишь через 6 дней (12 декабря) после его задержания на рабочем месте, хотя ключи от квартиры забрали у родственников во время обыска 7 декабря. Никого со стороны мэра при обыске в квартире не было.
26 января 2007 года арестованному мэру было предъявлено обвинение в злоупотреблении должностными полномочиями в корыстных целях, а 27 апреля он был обвинен в получении взятки в крупном размере (пункт «г» части 4 статьи 290 УК РФ), незаконном участии в предпринимательской деятельности (статья 289 УК РФ) и в двух вновь установленных эпизодах злоупотребления должностными полномочиями (часть 2 статьи 285 УК РФ).
Согласно проведённой в июне 2007 года судебно-наркологической экспертизе в наркологическом диспансере г. Новосибирска, Александр Макаров страдает опийной наркоманией 3-й стадии. По результатам экспертизы ему было предъявлено обвинение по ст. 228 УК РФ — хранение наркотиков (без цели сбыта). Сам Макаров отрицал обвинения в употреблении наркотиков, в частности на найденных наркотиках нет отпечатков его пальцев, следов долговременных инъекций на его теле нет.
21 января 2008 года Макаров направил письмо директору ФСБ Николаю Патрушеву, где говорится о коррупции в областной прокуратуре, которая возбудило в отношении него уголовные дела.

### Суд
18 августа в Томском областном суде начался судебный процесс по делу Макарова.
12 марта 2009 года Европейский суд по правам человека (ЕСПЧ) признал необоснованным продления сроков ареста мэра Томска и присудил ему 8 тысяч евро компенсации за моральный ущерб. Через месяц, 9 апреля Верховный суд России постановил освободить томского мэра из под стражи под залог в 4 миллиона рублей. Спустя 8 месяцев после решения Страсбурга отстранённый мэр получил положенную ему денежную компенсацию.
20 апреля Александр Макаров покинул СИЗО, а через месяц под залог была освобождена и Нина Егоренкова.
16 июня 2010 года Президиум Верховного Суда России отменил постановления томских судов о продлении срока содержания отстранённого от должности мэра под стражей после 5 февраля 2007 года в связи с решением ЕСПЧ.
1 октября Томский областной суд по ходатайству прокуратуры принял решение о повторном заключении Макарова под стражу на 3 месяца. Основанием послужило обвинение в нарушении ограничений, установленных для него судом, попытки затягивания процесса и обращение сына мэра в Общественную палату.
3 ноября коллегия присяжных заседателей признала Александра Макарова виновным по семи эпизодам обвинения из девяти. По двум эпизодам подсудимый признан невиновным (это выделение земельных участков под строительство гаражей на улице Нахимова, а также хранение и приобретение наркотиков). Присяжные признали родственницу мэра Нину Егоренкову виновной по обоим инкриминируемым ей эпизодам. 15 ноября 2010 года Томский областной суд приговорил отстранённого от должности мэра к 12 годам колонии строгого режима. С учётом времени, проведённого в СИЗО, ему придется согласно приговору пробыть в заключении чуть менее 9 лет. Егоренкова приговорена к 7,5 годам колонии общего режима. В своём последнем слове арестованный мэр своей вины так и не признал.
18 октября 2011 года коллегия по уголовным делам Верховного Суда оставила без удовлетворения кассационную жалобу на обвинительный приговор мэру Томска Александру Макарову и его родственнице Нине Егоренковой. Приговор вступил в законную силу, но в него были внесены незначительные изменения, связанные с поправками в Уголовный кодекс РФ от 7 марта 2011 года (осуждённым сократили сроки заключения на 4 месяца). Теперь уже бывшего мэра Макарова перевели из СИЗО-1 в исправительную колонию N4 города Томска.
В июне 2013 года во время бунта в иркутской колонии получил удар по лицу, но за помощью к врачам не обращался.

## Условно-досрочное освобождение
3 сентября 2015 года Куйбышевский районный суд Иркутска удовлетворил прошение об условно-досрочном освобождении бывшего мэра Томска Александра Макарова. 11 сентября прокуратура Иркутской области обжаловала решение суда об условно-досрочном освобождении Макарова. 20 октября Иркутский областной суд отменил решение суда первой инстанции об условно-досрочном освобождении экс-мэра.
8 июня 2016 года Иркутский областной суд признал необоснованной апелляцию прокуратуры. Решение Куйбышевского районного суда г. Иркутска об условно-досрочном освобождении Макарова признано законным. На следующий день бывший мэр Томска покинул колонию.

## Семья
Дочь от первого брака Инга Иванова. Второй брак — Тамара Ильинична Лемницкая — предприниматель. Дочь — Алёна (по мужу Яковлева), работала в паспортно-визовой службе, откуда уволилась после ареста отца в 2006 году. Сын — Илья Макаров (1974 г. р.), который тоже занимается бизнесом. Есть внуки.
В августе 2012 года, находясь в заключении в исправительной колонии № 3 г. Иркутска, женился на бывшей телеведущей томской телекомпании ТВ2 Елене Изофатовой (1972—2020). Впервые об их отношениях стало известно в августе 2010 года, когда отстранённого мэра ненадолго освободили из-под стражи. По состоянию на август 2011 года брак с Тамарой Лемницкой был ещё действующим.

## Факты
- Накануне губернаторских выборов 1999 года председатель правления нефтяной компании ЮКОС Михаил Ходорковский предлагал Макарову баллотироваться на пост губернатора, тот отказался[132][31] и поддержал на выборах действующего главу администрации области Виктора Кресса (1991—2012) и сообщил, что тот хотя и медленно, но неуклонно растёт в профессиональном плане. После своей победы, во время выборов мэра в марте 2001 года, губернатор Кресс тоже поддержал мэра Макарова[17].
- Приговор мэру Томска Александру Макарову: 12 лет лишения свободы за злоупотребление служебным положением, вымогательство и получение взятки — это самый жёсткий приговор главе российского города в тот период[133]. Для сравнения: уволенный сразу после ареста глава администрации Тамбова Максим Косенков был осужден на 9,5 лет за похищение безработного[9]; в Иркутской области мэр Усть-Илимска Виктор Дорошок получил 9 лет за убийство предпринимателя. В августе 2016 года мэр Ярославля Евгений Урлашов по обвинению в вымогательстве взятки получил больше, чем Макаров: 12,5 лет колонии строгого режима[134][135].
- В мае 2011 года российское правозащитное ЛГБТ-сообщество внесло осуждённого мэра Томска Александра Макарова в список чиновников-гомофобов. Основанием для этого стали слова томского мэра о гомосексуалистах, опубликованные в июне 2006 года в газете «Пятница-Томск»: «Представители нетрадиционной сексуальной ориентации могут демонстрировать свои особенности где угодно, кроме Томска. И всё-таки, как было сказано выше, День России — праздник политический»[136][137].

## Комментарии
1. ↑  в своих воспоминаниях Александр Макаров писал, что получил высшее образование только в 1987 году, окончив Томский государственный педагогический институт[23]